# Шлыков, Алексей Алексеевич
Алексей Алексеевич Шлыков (18 февраля 1905 — 26 мая 1984) — видный деятель советской военной медицины, генерал-майор медицинской службы.

## Биография

### Довоенная служба
Родился в семье лесопромышленника. Отец умер в 1914 году.
Учился в реальном училище и, позже, в школе 2-й ступени в г. Лодейное Поле Ленинградской области.
В 1923—1928 гг — слушатель Военно-медицинской академии.
Начал службу с должности младшего врача полка 2-й Туркестанской стрелковой дивизии (Средняя Азия). Затем — врач отдельной комендатуры (г. Калайхумб), врач 47-го Керкинского погранотряда, врач 66-го Памирского погранотряда, старший врач 2-го Туркестанского кавалерийского полка (г. Мерв).
В 1936 г. вместе с полком переведён на Дальний Восток (ст. Лазо) в состав 1-й Отдельной Краснознаменной армии. В декабре 1936 г. — дивизионный врач 21-й стрелковой дивизии (г. Спасск). С февраля 1939 г. — Корпусной врач 26-го стрелкового корпуса.
С марта по октябрь 1941 г. — начальник отделения санитарного отдела Орловского военного округа.

### Годы Великой Отечественной войны

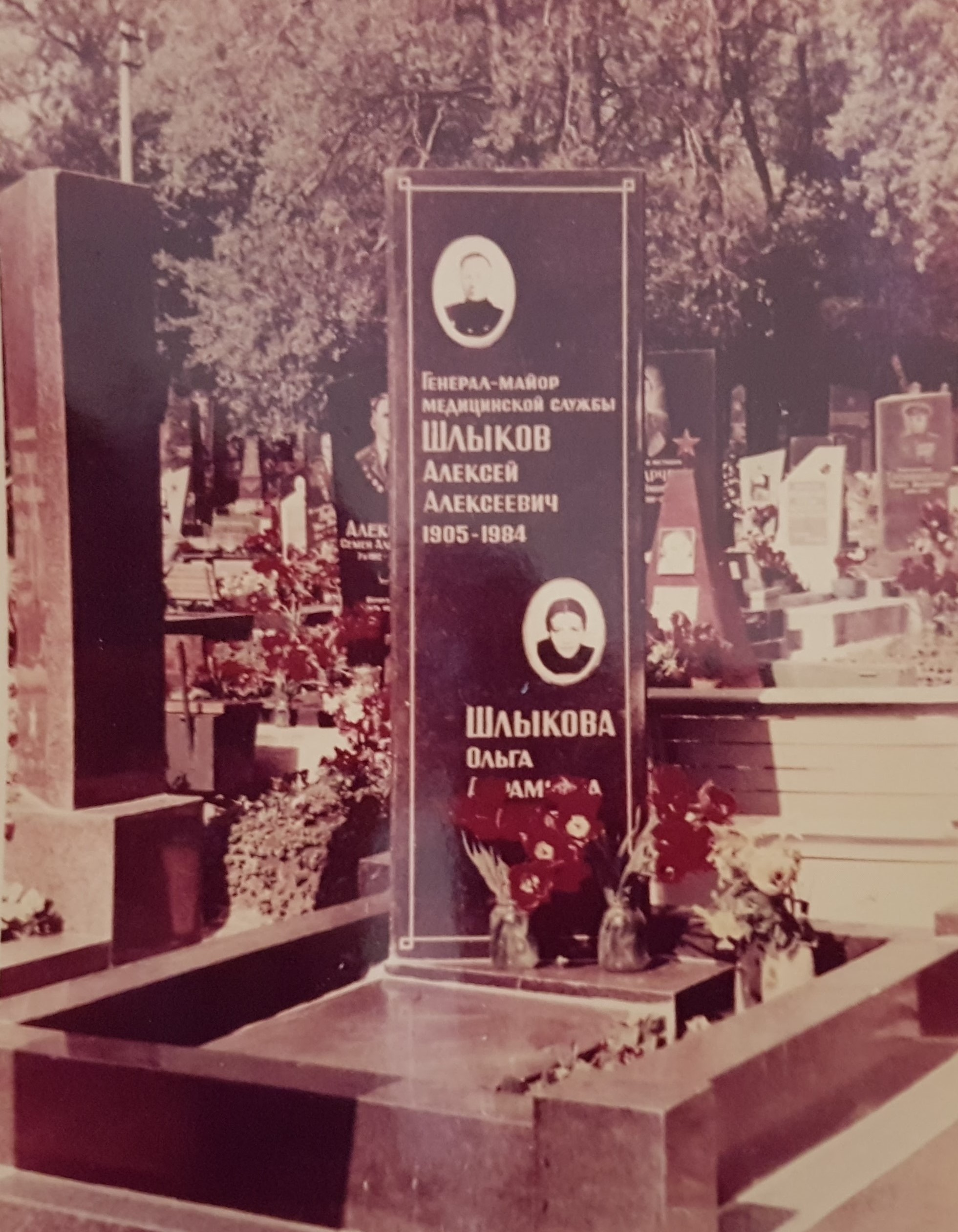
Могила Шлыкова А.А. на Лукьяновском военном кладбище Киева.

В ноябре 1941 г. — январе 1942 г. — начальник санитарной службы Южно-Уральского военного округа, создавал систему эвакогоспиталей Красной Армии.
С января 1942 г. — начальник санитарной службы 56-й армии, начальник санитарного отдела Черноморской группы войск, зам. начальника санитарного управления Калининского фронта.
С октября 1943 г по февраль 1945 г. — начальник санитарного управления Московского военного округа.
С февраля 1945 г по май 1945 г. — начальник санитарного управления 4-го Украинского фронта. Руководил медицинским обеспечением Западно-Карпатской, Моравско-Остравской и Пражской операций.
Почётный гражданин г. Богумин (Чехословакия).

### Послевоенная служба
После окончания войны и расформирования 4-го Украинского фронта служил в должности начальника медицинской службы Московского (1945—1949 гг), Воронежского (1949—1953 гг) и Киевского (1953—1966 гг) военных округов.

## Награды
- Орден Ленина,
- два Ордена Боевого Красного Знамени,
- Орден Красной Звезды,
- Орден Отечественной Войны 1-й степени,
- Боевой Крест Чехословацкой республики,
- 19 советских и иностранных медалей.